# Gnophos carpathica
Gnophos carpathica là một loài bướm đêm trong họ Geometridae.